# The Con
The Con è il quinto album in studio del gruppo musicale pop rock canadese Tegan and Sara, pubblicato nel 2007.

## Tracce
1. I Was Married – 1:36
2. Relief Next to Me – 3:04
3. The Con – 3:33
4. Knife Going In – 2:13
5. Are You Ten Years Ago – 3:21
6. Back in Your Head – 3:00
7. Hop a Plane – 1:53
8. Soil, Soil – 1:27
9. Burn Your Life Down – 2:26
10. Nineteen – 3:00
11. Floorplan – 3:41
12. Like O, Like h – 2:43
13. Dark Come Soon – 3:11
14. Call It Off – 2:25

## Formazione
Gruppo
- Tegan Quin - voce, chitarra, tastiere, piano
- Sara Quin - voce, chitarra, tastiere, piano

Collaboratori
- Chris Walla - chitarra, tastiere, organo, percussioni, basso
- Ted Gowans - chitarre, tastiere, organo
- Matt Sharp - basso
- Hunter Burgan - basso
- Kaki King - chitarra, lap steel
- Jason McGerr - batteria, percussioni

## Classifiche
| Classifica (2007) | Posizione raggiunta |
| ----------------- | ------------------- |
| Canada            | 4                   |
| Stati Uniti       | 34                  |